# Eleonora Giorgi (atleta)
Eleonora Anna Giorgi (Milán, 14 de septiembre de 1989) es una deportista italiana que compite en atletismo, especialista en la disciplina de marcha. Ganó una medalla de bronce en el Campeonato Mundial de Atletismo de 2019, en la prueba de 50 km marcha.

## Palmarés internacional
| Campeonato Mundial | Campeonato Mundial | Campeonato Mundial | Campeonato Mundial |
| Año                | Lugar              | Medalla            | Prueba             |
| ------------------ | ------------------ | ------------------ | ------------------ |
| 2019               | Doha (Catar)       | Medalla de bronce  | 50 km marcha       |